# Teillay
Teillay est une commune française située dans le sud du département d'Ille-et-Vilaine en Région Bretagne.

## Géographie

### Hydrographie
Pour un article plus général, voir Réseau hydrographique d'Ille-et-Vilaine.
La commune est située dans le bassin Loire-Bretagne. Elle est drainée par le Semnon, l'Aron, la Brutz, le Pâtis Rouge, le ruisseau de la Pênais, le ruisseau du Fossé de la forêt et l'Étang Neuf,,.
Le Semnon, d'une longueur de 73 km, prend sa source dans la commune de Saint-Erblon et se jette  dans la Vilaine à Saint-Senoux, après avoir traversé 20 communes.

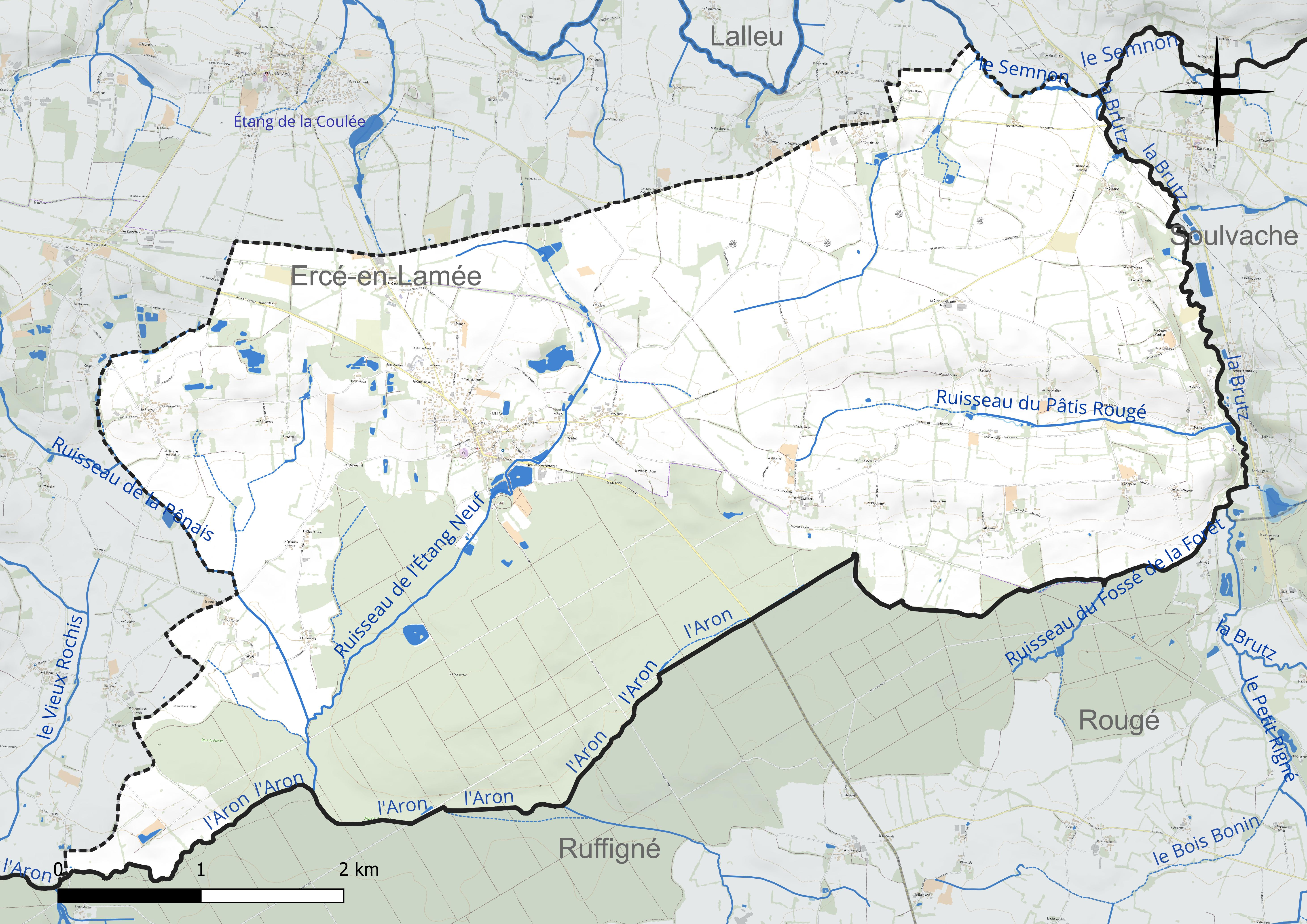
Réseau hydrographique de Teillay.

L'Aron, d'une longueur de 26 km, prend sa source dans la commune  et se jette  dans la Chère à Mouais, après avoir traversé huit communes.
La Brutz, d'une longueur de 25 km, prend sa source dans la commune de Villepot et se jette  dans le Semnon à Soulvache, après avoir traversé six communes.

### Climat
Pour des articles plus généraux, voir Climat de la Bretagne et Climat d'Ille-et-Vilaine.
En 2010, le climat de la commune est de type climat océanique altéré, selon une étude du CNRS s'appuyant sur une série de données couvrant la période 1971-2000. En 2020, Météo-France publie une typologie des climats de la France métropolitaine dans laquelle la commune est exposée à un climat océanique et est dans la région climatique Bretagne orientale et méridionale, Pays nantais, Vendée, caractérisée par une faible pluviométrie en été et une bonne insolation. Parallèlement l'observatoire de l'environnement en Bretagne publie en 2020 un zonage climatique de la région Bretagne, s'appuyant sur des données de Météo-France de 2009. La commune est, selon ce zonage, dans la zone « Sud Est », avec des étés relativement chauds et ensoleillés.
Pour la période 1971-2000, la température annuelle moyenne est de 11,5 °C, avec une amplitude thermique annuelle de 13,4 °C. Le cumul annuel moyen de précipitations est de 805 mm, avec 12,7 jours de précipitations en janvier et 6,8 jours en juillet. Pour la période 1991-2020, la température moyenne annuelle observée sur la station météorologique la plus proche, située sur la commune de La Noë-Blanche à 15 km à vol d'oiseau, est de 12,2 °C et le cumul annuel moyen de précipitations est de 780,5 mm,. Pour l'avenir, les paramètres climatiques de la commune estimés pour 2050 selon différents scénarios d'émission de gaz à effet de serre sont consultables sur un site dédié publié par Météo-France en novembre 2022.

## Urbanisme

### Typologie
Au 1er janvier 2024, Teillay est catégorisée commune rurale à habitat dispersé, selon la nouvelle grille communale de densité à sept niveaux définie par l'Insee en 2022.
Elle est située hors unité urbaine. Par ailleurs la commune fait partie de l'aire d'attraction de Rennes, dont elle est une commune de la couronne,. Cette aire, qui regroupe 183 communes, est catégorisée dans les aires de 700 000 habitants ou plus (hors Paris),.

### Occupation des sols
L'occupation des sols de la commune, telle qu'elle ressort de la base de données européenne d'occupation biophysique des sols Corine Land Cover (CLC), est marquée par l'importance des territoires agricoles (71,7 % en 2018), une proportion sensiblement équivalente à celle de 1990 (72,3 %). La répartition détaillée en 2018 est la suivante : zones agricoles hétérogènes (32,4 %), terres arables (31,8 %), forêts (24,9 %), prairies (7,6 %), zones urbanisées (2,5 %), milieux à végétation arbustive et/ou herbacée (0,9 %). L'évolution de l'occupation des sols de la commune et de ses infrastructures peut être observée sur les différentes représentations cartographiques du territoire : la carte de Cassini (XVIIIe siècle), la carte d'état-major (1820-1866) et les cartes ou photos aériennes de l'IGN pour la période actuelle (1950 à aujourd'hui).

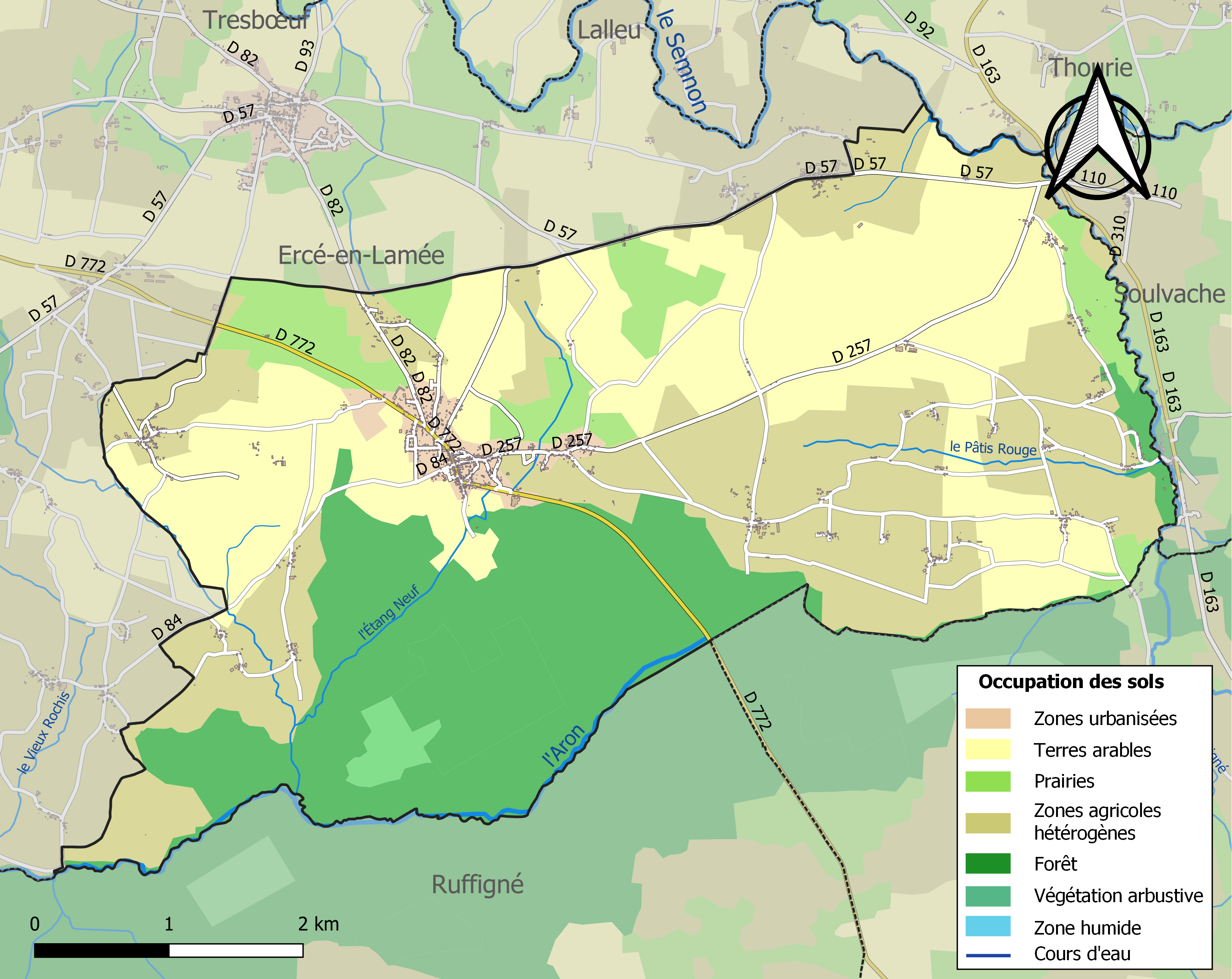
Carte des infrastructures et de l'occupation des sols de la commune en 2018 (CLC).

## Toponymie
Le nom de la localité est attesté sous les formes Tillia en 1160, Telleium en 1221.
Du latin tilia, en bas latin tilius, teille ou tille (fibre de chanvre ou de tilleul) et dérive du verbe « teiller ». Ces végétaux étaient soumis au « teillage », qui consistait à broyer leur tige.
Teillay apparaît sous le nom de Thuille sur la carte Cassini, au XVIIe siècle.

## Histoire

### LeXXesiècle

#### La Seconde Guerre mondiale
Andrée Récipon, qui habitait Laillé, avec l'aide de sa sœur qui habitait le château de La Roche Giffard (à Saint-Sulpice-des-Landes), cacha de nombreux aviateurs alliés dont les avions avaient été abattus dans les bois de Laillé et Teillay. Elle contribua aussi à la création d'un maquis qui regroupa environ 80 jeunes gens ; en juin 1944 ces maquisards rejoignirent le maquis de Saffré. Le 28 juin 1944 les Allemands encerclèrent le maquis de Saffré, 13 maquisards furent tués lors des combats et 27 autres, faits prisonniers, furent fusillés.

## Héraldique
| Blason de Teillay | Blason  | D'argent à la bande d'azur chargée de trois mouchetures d'hermine du champ, accompagnée en chef d'une branche de tilleul de sinople et d'une branche de chêne du même passées en sautoir à leur base, et en pointe de deux pics de mineur de gueules passés en sautoir. |
| Blason de Teillay | Détails | La bande d'azur représente l'eau, les hermines symbolisent l'attachement à la Bretagne. Les deux pics de mineur rappellent l'histoire minière du pays. La présence de la forêt a été intégrée dans le blason sous la forme d'une branche de chêne. Celle-ci est entrelacée d'une branche de tilleul, arbre qui a donné naissance au nom de la commune. Le statut officiel du blason reste à déterminer. |

## Politique et administration
| Période                                  | Période   | Identité             | Étiquette | Qualité |
| ---------------------------------------- | --------- | -------------------- | --------- | --- |
| mars 1971                                | mars 1983 | Édouard Aveline fils |           | Garagiste |
| mars 1983                                | juin 1995 | Raymond Prot         |           | Lieutenant-colonel de gendarmerie retraité                                                                                                   |
| juin 1995                                | En cours  | Yvon Mellet          | MoDem     | Retraité cadre hospitalier Président de Bretagne Porte de Loire Communauté (2017 → 2020) Conseiller général puis départemental (2011 → 2021) |
| Les données manquantes sont à compléter. |           |                      |           | |

## Jumelages
- Bussy-Chardonney (Suisse) depuis le 14 mai 1999[24].

Bussy-Chardonney est une ancienne commune du canton de Vaud aujourd'hui intégrée à Hautemorges.

## Démographie
L'évolution du nombre d'habitants est connue à travers les recensements de la population effectués dans la commune depuis 1881. Pour les communes de moins de 10 000 habitants, une enquête de recensement portant sur toute la population est réalisée tous les cinq ans, les populations de référence des années intermédiaires étant quant à elles estimées par interpolation ou extrapolation. Pour la commune, le premier recensement exhaustif entrant dans le cadre du nouveau dispositif a été réalisé en 2007.

En 2022, la commune comptait 1 103 habitants, en évolution de +3,47 % par rapport à 2016 (Ille-et-Vilaine : +5,46 %, France hors Mayotte : +2,11 %).
| 1881  | 1886  | 1891  | 1896  | 1901  | 1906  | 1911  | 1921  | 1926  |
| ----- | ----- | ----- | ----- | ----- | ----- | ----- | ----- | ----- |
| 1 473 | 1 534 | 1 575 | 1 570 | 1 536 | 1 534 | 1 531 | 1 350 | 1 316 |

| 1931  | 1936  | 1946  | 1954  | 1962  | 1968  | 1975 | 1982 | 1990 |
| ----- | ----- | ----- | ----- | ----- | ----- | ---- | ---- | ---- |
| 1 383 | 1 279 | 1 300 | 1 175 | 1 123 | 1 066 | 948  | 829  | 786  |

| 1999 | 2006 | 2007 | 2012  | 2017  | 2022  | - | - | - |
| ---- | ---- | ---- | ----- | ----- | ----- | - | - | - |
| 786  | 912  | 930  | 1 051 | 1 061 | 1 103 | - | - | - |

## Lieux et monuments
- La Tombe à la fille ;
- Chapelle Saint-Eustache ;
- Les mines de la Brutz.

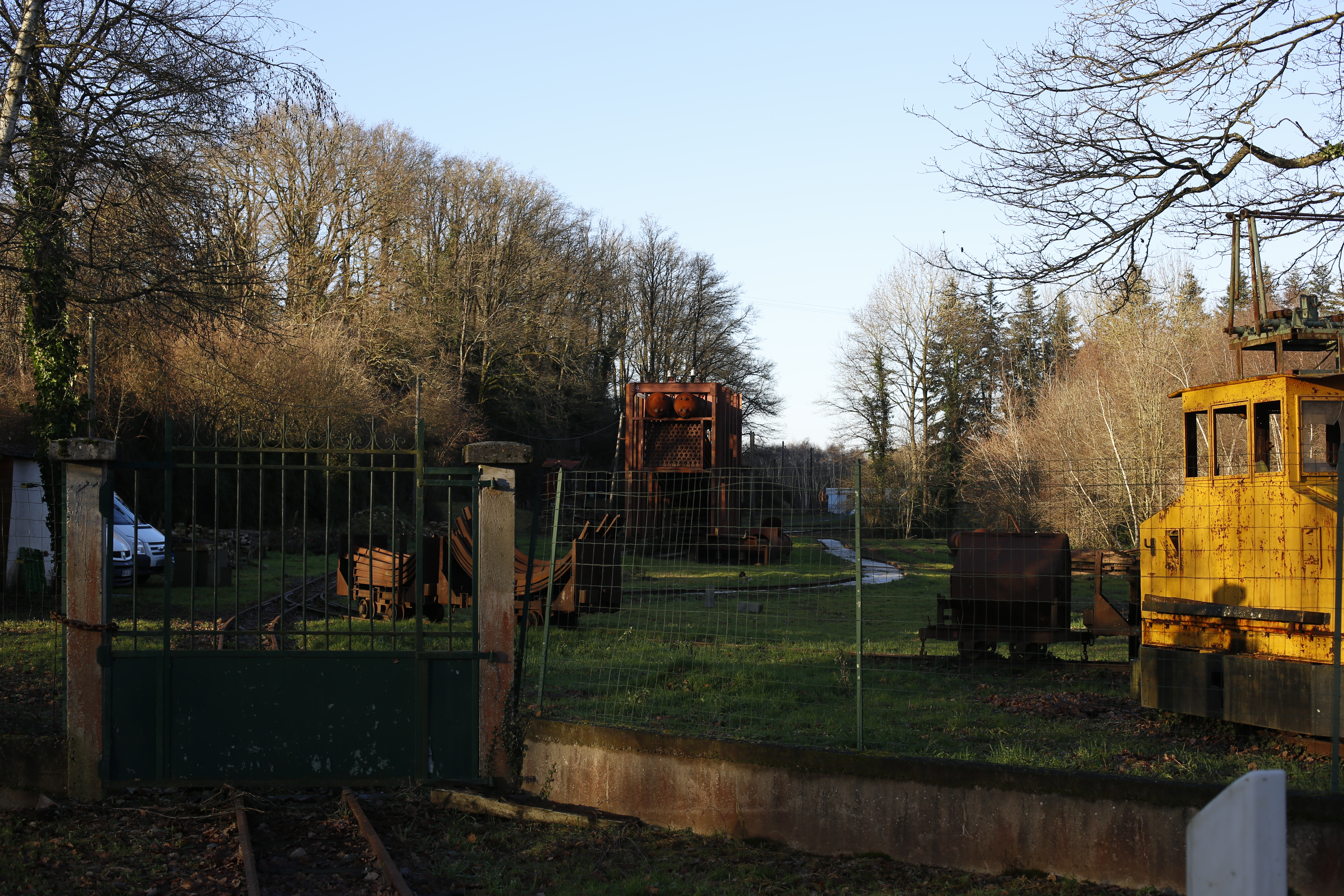
Le parc-musée des mines de la Brutz.
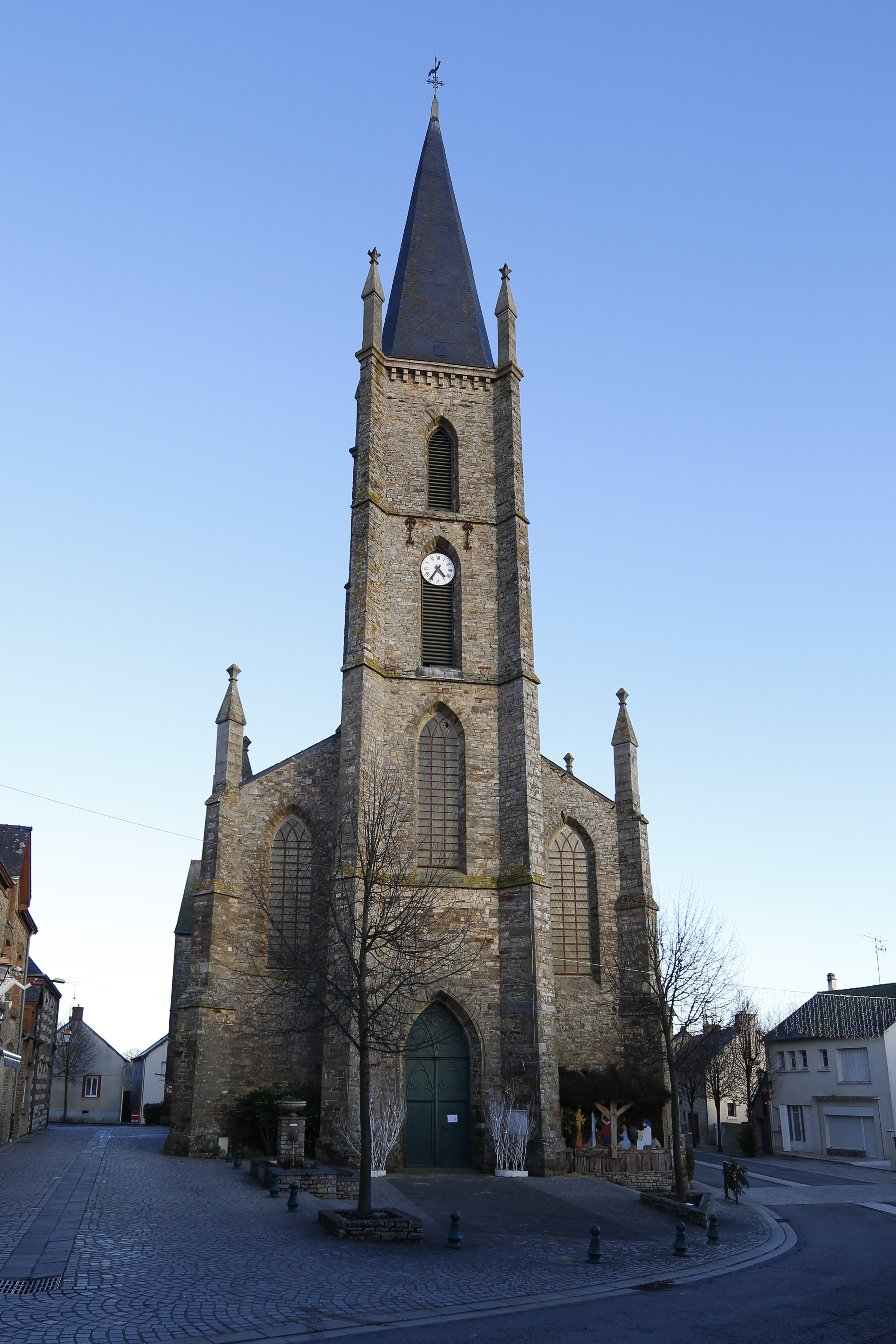
L'église Notre-Dame-de-l'Assomption.
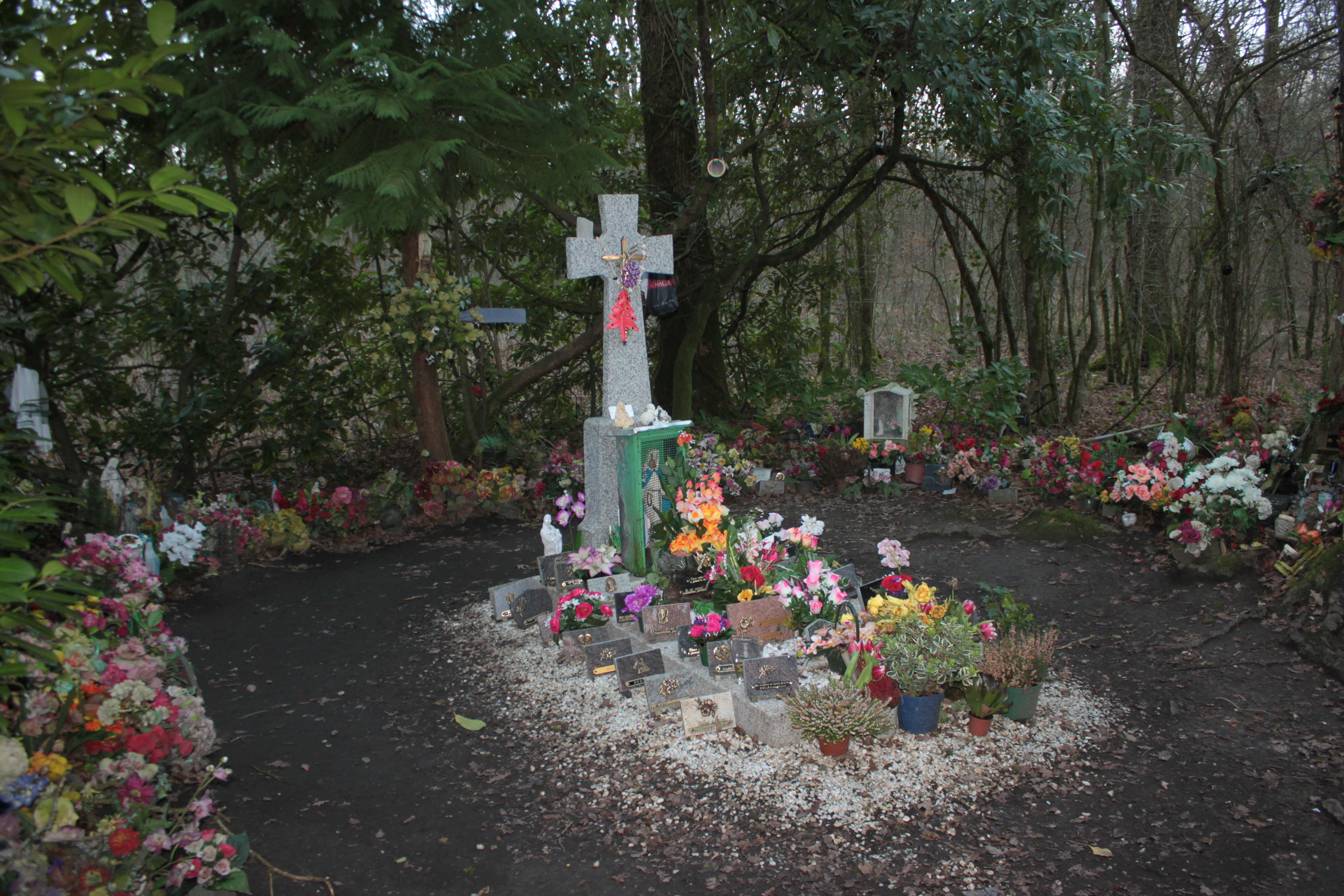
La Tombe à la Fille.

## Personnalités liées à la commune
- Andrée Récipon, résistante, propriétaire de la forêt de Teillay.